# هوم‌لندر
هوم‌لندر (انگلیسی: Homelander؛ جان گیلمن) ابرقهرمان و آنتاگونیست مجموعه کتاب‌های کمیک پسران و فرنچایز حاصل از آن است که توسط گارث انیس و داریک رابرتسون پدید آمده است. او رهبر گروهی از ابرقهرمانان لذت‌طلب و بی‌پروا به‌نام هفت است که توسط شرکت وات تشکیل شده و دشمن اصلی مأمور عملیات سیاه سی‌آی‌ای یعنی بیلی بوچر است. هوم‌لندر خودشیفته‌ای متکبر است که بوچر تصور می‌کند او یک روان‌پریش سادیست است و هیچ اهمیتی به رفاه و خوشی کسانی که ادعا می‌کند از آن‌ها محافظت می‌کند، نمی‌دهد.
در اقتباس تلویزیونی آمازون پرایم ویدئو با نام پسران که توسط اریک کریپک ساخته شد، نقش او را آنتونی استار و روآن اسمیت به تصویر کشیده است. او در این مجموعه تلویزیونی به‌عنوان پسر ملی‌گرا شناخته می‌شود و فتیش خوردن شیر دارد. هوم‌لندر همچنین در این مجموعه پسر سولجربوی است که پس از تجاوز به همسر بیلی بوچر (جنایتی که در اصل توسط بلک نوآر در مجموعه کتاب‌های کمیک انجام شد)، باعث تولد رایان بوچر می‌شود. این شخصیت نوعی انسان‌انگاری از اینکه جهان چگونه آمریکا را می‌بیند، توصیف شده است. این شخصیت همراه با نقش‌آفرینی استار در سریال، تحسین منتقدان را به همراه داشت. هوم‌لندر با سوپرمن و کاپیتان آمریکا مقایسه شده است.